# Argentin U23-as labdarúgó-válogatott
Argentína olimpiai labdarúgó-válogatottja (1992 óta Argentína U-23) képviseli Argentínát a nemzetközi labdarúgó-versenyeken az olimpiai játékok és a pánamerikai játékok idején. A válogatás 23 év alatti játékosokra korlátozódik, kivéve három idősebb játékost. A csapatot az Argentin Labdarúgó Szövetség (AFA) irányítja.
Argentína először 1928-ban vett részt olimpiai versenyeken, amikor az Amszterdamban rendezett játékokon a bajnok Uruguayt követően a második helyezést érte el. Akkoriban a szabályok kimondták, hogy csak amatőr csapatok versenyezhetnek, így Argentína (és Uruguay is) idősebb játékosokkal játszott, így a futball akkor még nem volt profi ezekben az országokban.

## Nemzetközi eredmények
Olimpiai játékok
- Olimpiai bajnok: 2 alkalommal (2004, 2008)
- Ezüstérmes: 2 alkalommal (1928, 1996)

### Olimpiai szereplés
| Év       | Eredmény                  | Hely                      | M                         | Gy                        | D                         | V                         | Rg                        | Kg                        |
| -------- | ------------------------- | ------------------------- | ------------------------- | ------------------------- | ------------------------- | ------------------------- | ------------------------- | ------------------------- |
| 1908     | Nem indult                | Nem indult                | Nem indult                | Nem indult                | Nem indult                | Nem indult                | Nem indult                | Nem indult                |
| 1912     | Nem indult                | Nem indult                | Nem indult                | Nem indult                | Nem indult                | Nem indult                | Nem indult                | Nem indult                |
| 1920     | Nem indult                | Nem indult                | Nem indult                | Nem indult                | Nem indult                | Nem indult                | Nem indult                | Nem indult                |
| 1924     | Nem indult                | Nem indult                | Nem indult                | Nem indult                | Nem indult                | Nem indult                | Nem indult                | Nem indult                |
| 1928     | Ezüstérmes                | 2.                        | 5                         | 3                         | 1                         | 1                         | 25                        | 7                         |
| 1932     | Nem volt labdarúgótorna   | Nem volt labdarúgótorna   | Nem volt labdarúgótorna   | Nem volt labdarúgótorna   | Nem volt labdarúgótorna   | Nem volt labdarúgótorna   | Nem volt labdarúgótorna   | Nem volt labdarúgótorna   |
| 1936     | Nem indult                | Nem indult                | Nem indult                | Nem indult                | Nem indult                | Nem indult                | Nem indult                | Nem indult                |
| 1948     | Nem indult                | Nem indult                | Nem indult                | Nem indult                | Nem indult                | Nem indult                | Nem indult                | Nem indult                |
| 1952     | Nem indult                | Nem indult                | Nem indult                | Nem indult                | Nem indult                | Nem indult                | Nem indult                | Nem indult                |
| 1956     | Nem indult                | Nem indult                | Nem indult                | Nem indult                | Nem indult                | Nem indult                | Nem indult                | Nem indult                |
| 1960     | Negyeddöntő               | 7.                        | 3                         | 2                         | 0                         | 1                         | 6                         | 4                         |
| 1964     | Negyeddöntő               | 10.                       | 2                         | 0                         | 1                         | 1                         | 3                         | 4                         |
| 1968     | Nem jutott be             | Nem jutott be             | Nem jutott be             | Nem jutott be             | Nem jutott be             | Nem jutott be             | Nem jutott be             | Nem jutott be             |
| 1972     | Nem jutott be             | Nem jutott be             | Nem jutott be             | Nem jutott be             | Nem jutott be             | Nem jutott be             | Nem jutott be             | Nem jutott be             |
| 1976     | Nem jutott be             | Nem jutott be             | Nem jutott be             | Nem jutott be             | Nem jutott be             | Nem jutott be             | Nem jutott be             | Nem jutott be             |
| 1980     | Bejutott, de visszalépett | Bejutott, de visszalépett | Bejutott, de visszalépett | Bejutott, de visszalépett | Bejutott, de visszalépett | Bejutott, de visszalépett | Bejutott, de visszalépett | Bejutott, de visszalépett |
| 1984     | Nem jutott be             | Nem jutott be             | Nem jutott be             | Nem jutott be             | Nem jutott be             | Nem jutott be             | Nem jutott be             | Nem jutott be             |
| 1988     | Negyeddöntő               | 8.                        | 4                         | 1                         | 1                         | 2                         | 4                         | 5                         |
| 1992     | Nem jutott be             | Nem jutott be             | Nem jutott be             | Nem jutott be             | Nem jutott be             | Nem jutott be             | Nem jutott be             | Nem jutott be             |
| 1996     | Ezüstérmes                | 2.                        | 6                         | 3                         | 2                         | 1                         | 13                        | 6                         |
| 2000     | Nem jutott be             | Nem jutott be             | Nem jutott be             | Nem jutott be             | Nem jutott be             | Nem jutott be             | Nem jutott be             | Nem jutott be             |
| 2004     | Olimpiai bajnok           | 1.                        | 6                         | 6                         | 0                         | 0                         | 17                        | 0                         |
| 2008     | Olimpiai bajnok           | 1.                        | 6                         | 6                         | 0                         | 0                         | 11                        | 2                         |
| 2012     | Nem jutott be             | Nem jutott be             | Nem jutott be             | Nem jutott be             | Nem jutott be             | Nem jutott be             | Nem jutott be             | Nem jutott be             |
| 2016     | Csoportkör                | 11.                       | 3                         | 1                         | 1                         | 1                         | 3                         | 4                         |
| Összesen | Olimpiai bajnok           | 8/24                      | 35                        | 22                        | 6                         | 7                         | 81                        | 32                        |

- 1948 és 1988 között amatőr, 1992-től kezdődően U23-as játékosok vettek részt az olimpiai játékokon

## Fordítás
- Ez a szócikk részben vagy egészben  az   Argentina national under-23 football team című angol Wikipédia-szócikk fordításán alapul.  Az eredeti cikk szerkesztőit annak laptörténete sorolja fel. Ez a jelzés csupán a megfogalmazás eredetét és a szerzői jogokat jelzi, nem szolgál a cikkben szereplő információk forrásmegjelöléseként.